# Ювілейна медаль «60 років Перемоги у Великій Вітчизняній війні 1941—1945 рр.»
Ювілейна медаль «60 років Перемоги у Великій Вітчизняній війні 1941—1945 рр.» заснована відповідно до Рішення Ради глав держав Співдружності Незалежних Держав від 7 жовтня 2002 року «Решение о подготовке к празднованию 60-й годовщины Победы в Великой Отечественной войне 1941 — 1945 годов».

## Україна
На відзначення 60-ї річниці Перемоги у Великій Вітчизняній війні 1941—1945 років, вшанування подвигу, мужності, самовідданості, виявлених у боротьбі за свободу і незалежність Вітчизни, та відповідно до рішень Ради глав держав Співдружності Незалежних Держав, підписаних від імені України 7 жовтня 2002 року та 19 вересня 2003 року, Указом Президента України В. А. Ющенко № 290/2005 від 21 лютого 2005 року було постановлено нагородити ювілейною медаллю «60 років Перемоги у Великій Вітчизняній війні 1941—1945 рр.» громадян України, віднесених у встановленому порядку до ветеранів війни, відповідний статус яких їм надано за участь у Великій Вітчизняній війні 1941—1945 років і за доблесну працю в тилу у цей період.
Тим же Указом Президента України було затверджено «Порядок нагородження і вручення ювілейної медалі „60 років Перемоги у Великій Вітчизняній війні 1941—1945 рр.“».
В офіційних документах (указі Президента України, розпорядженні Кабінету міністрів України) назва медалі наводиться російською мовою: «60 лет Победы в Великой Отечественной войне 1941—1945 гг.»

## Опис ювілейної медалі «60 років Перемоги у Великій Вітчизняній війні 1941—1945рр.»
Ювілейна медаль «60 років Перемоги у Великій Вітчизняній війні 1941 — 1945 рр.» — з томпаку, має форму кола діаметром 32 мм.
На лицьовій стороні медалі —- зображення ордена «Перемога», внизу — цифри «1945 — 2005». На зворотному боці медалі, в центрі — напис: «60 років Перемоги у Великій Вітчизняній війні 1941 — 1945 рр.», по колу — лаврові гілки.
Краї медалі облямовані бортом. Всі зображення, написи і цифри на медалі рельєфні. Медаль за допомогою вушка і кільця з'єднена з п'ятикутною колодкою, яка обтягнута червоною шовковою муаровою стрічкою шириною 24 мм. Уздовж країв стрічки по п'ять смуг: три чорні і дві оранжеві. Ширина смуг 1 мм. Крайні чорні смуги облямовані оранжевими смугами шириною 0,5 мм.